# Bataille de Rome
Ne doit pas être confondu avec Sac de Rome, Prise de Rome ou Siège de Rome.
Seconde Guerre mondiale,
Campagne d'Italie
Batailles
Invasion de la Sicile
- Lampedusa
- Corkscrew
- Mincemeat
- Barclay
- Animals
- Chestnut
- Narcissus
- Fustian
- Ladbroke
- Gela
- Troina
- Centuripe

Invasion de l'Italie
- Baytown
- Avalanche
- Rome
- Slapstick
- Armistice de Cassibile
- Achse
- Naples
- Bombardement du Vatican
- Ligne Volturno
- Libération de la Corse
- Ligne Barbara
- Bombardement de Bari

Ligne Gustave
- Ligne Bernhardt
- Raincoat
- San Pietro Infine
- Rivière Moro
- Ortona
- Rivière Rapido
- Monte Cassino
- Shingle
- Cisterna
- Diadem
- Strangle
- Ligne Trasimene
- Libération de Rome
- Ancône
- Brassard

Ligne gothique
- Rimini
- Saint-Marin
- Gemmano
- Montecieco
- Monte Castello
- Garfagnana

Offensive du printemps 1945
- Tombola
- Bowler
- Roast
- Bologne
- Argenta Gap
- Herring
- Collecchio

Guerre civile italienne
L'expression Bataille de Rome (en italien : « battaglia di Roma ») désigne les événements qui ont eu lieu dans la capitale italienne et les zones alentour à partir du 8 septembre 1943 et les jours suivants, à la suite de l'armistice de Cassibile et de la réaction militaire des forces allemandes de la Wehrmacht déployées au sud et au nord de la ville, selon les directives stratégiques (opération Achse) établies par Adolf Hitler dans le cas d'une défection italienne,.

## Contexte et implications
La fuite du roi Victor-Emmanuel III, accompagné de sa cour, du chef du gouvernement et des hauts responsables militaires, et l'absence d'une direction de la résistance militaire et de plan de défense de la ville permettent une conquête rapide de Rome par les forces allemandes. Certaines troupes du Regio Esercito et des civils, livrés à eux-mêmes dans une désorganisation totale, s'opposent vainement aux troupes allemandes, laissant sur le terrain environ 1 300 morts. Les responsables militaires et politiques se sont mutuellement accusés de la responsabilité de cette déroute et ont été mis en cause pour n'avoir volontairement pas fourni les éléments nécessaires à une défense efficace de la ville.
Parmi les conséquences de l'occupation allemande de Rome figureront la déportation de nombreux civils, le massacre des Fosses ardéatines ainsi que d'autres violences. Pour le peuple italien, la fuite à Brindisi du roi Victor-Emmanuel III et des hauts responsables politiques et militaires ne pouvait pas servir d'alibi aux commandants militaires restés en place : l'emploi bien coordonné d'un contingent militaire italien fort de plus de 80 000 hommes stationnés autour de Rome aurait probablement contrarié de manière efficace les troupes allemandes dans leur objectif de prise de contrôle de la ville, prise de contrôle leur permettant de faire affluer rapidement troupes et équipements, renforts indispensables pour contrecarrer l'opération Avalanche.

## Troupes déployées
Juste après l'annonce de l'armistice, effectuée par Pietro Badoglio à la radio le 8 septembre 1943 à 19 h 45, les Allemands commencent les opérations afférentes à l'occupation du territoire italien, capitale incluse, et à la neutralisation des troupes italiennes déployées sur tous les fronts.
Dans la matinée du 9 septembre, les avant-gardes allemandes investissent Rome, contrariées en divers points de la ceinture urbaine, parfois près du centre-ville, par la réaction spontanée et non coordonnée des corps militaires et civils armés qui laisseront sur le terrain 1 167 militaires morts et 120 civils, dont une dizaine de femmes et même une nonne, infirmière en première ligne.
À la veille de l'occupation allemande pourtant, un dispositif important de troupes italiennes se trouve autour de la capitale; mais, sans consignes ni plan de défense, elles sont défaites ou désarmées avec une relative facilité par des Allemands inférieurs en nombre.

### Forces italiennes

Évolution territoriale de la République sociale italienne.

Corpo d'armata di Roma, Chargé de la défense intérieure constituée de
12ª Divisione fanteria Sassari :
Comando et compagnie Comando
151º Reggimento fanteria Sassari
152º Reggimento fanteria Sassari
34º Reggimento Artiglieria
XII Battaglione Mortier de 81 Mod. 35
XII Battaglione Canons automoteur
V Battaglione Guastatori de Fanteria
CXII Battaglione Misto del Genio
2º Battaglione Chimico
8º Reggimento del Genio
XXI Battaglione del Genio
Aliquote Carabiniers et Battaglione Allievi Carabinieri
Aliquote della Guardia di Finanza
Deposito e Battaglione di formazione, 2º Reggimento bersaglieri
Deposito e Gruppo Squadroni di formazione, Reggimento Genova Cavalleria
Deposito, 81º Reggimento fanteria Torino
Colonne Cheren de la Police de l'Afrique italienne
Battaglione d'Assalto Motorizzato
Nombreux départements logistique et personnel de la défense antiaérienne, pilotes, marins et personnel de la brigade financière.
Corpo d'Armata Motocorazzato Chargé de la défense externe constitué de
135e Divisione corazzata Ariete II, déployée près du lac de Bracciano ; axe Monterosi-Manziana au Nord et La Storta au Sud :
Comando et Squadrone Comando
10º Reggimento Corazzato Lancieri di Vittorio Emanuele II
16º Reggimento Motorizzato Cavalleggeri di Lucca
8º Reggimento Lancieri di Montebello
135º Reggimento Artiglieria Corazzata
235º Reggimento Artiglieria Semovente
CXXXV Battaglione Semoventi Controcarro
XXXV Battaglione Misto del Genio
10e Divisione fanteria Piave, au nord de la ville, entre les localités Ottavia (via Trionfale), la Giustiniana (via Cassia) et les deux rives du Tibre, entre la via Flaminia et via Salaria près du Castel Giubileo :
Comando et Compagnie Comando
57º Reggimento fanteria Abruzzi
58º Reggimento Fanteria
20º Reggimento Artiglieria
X Battaglione Mortier de 81 mm
X Battaglione Controcarro
X Battaglione Misto Genio
136e Divisione corazzata Centauro II,, déployée en arc de cercle le long de la via Tiburtina, entre les localités de Lunghezza et Monte Celio,près de Tivoli :
Commando et compagnie comando
131º Reggimento fanteria Carrista
Reggimento Legionario Motorizzato
136º Reggimento Artiglieria
136º Battaglione Misto Genio
éléments du 18º Reggimento bersaglieri
21e Divisione fanteria Granatieri di Sardegna Située en arc de cercle entre la Magliana et Tor Sapienza, contrôle via Aurelia, Ostiense, Appia et via Casilina :
Comando et Compagnie Comando
1º Reggimento Granatieri di Sardegna
2º Reggimento Granatieri di Sardegna
20º Reggimento Artiglieria
XXI Battaglione Mortai de 81 mm
CCXXI Battaglione Controcarri
XXI Battaglione Misto Genio
Reparto Motocorazzato del Comando di Corpo d'Armata
1º Reggimento Artiglieria Celere Eugenio di Savoia
Deposito e Battaglione di formazione, 4º Reggimento Fanteria Carrista
11º Reggimento del Genio
XVII Corpo d'armataDéfense côtière
103e Divisione fanteria autotrasportabile Piacenza, déployée entre via Ostiense et via Appia, sur le raccord entre lido de Ostie et Velletri :
Comando et Compagnie Comando
111º Reggimento Fanteria
112º Reggimento Fanteria
36º Reggimento Artiglieria
CXII Battaglione Mortai da 81 mm
CXII Battaglione Controcarro
CXI Battaglione Misto Genio
220e Divisione Costiera, déployée entre Orbetello et Fiumicino :
Comando e Compagnia Comando
111º Reggimento Fanteria Costiera
152º Reggimento Fanteria Costiera
Quatre bataillons à pied 4º Reggimento Genova Cavalleria
CCCXXV Battaglione Fanteria Costiero
CVIII Gruppo Artiglieria Costiero
221e Divisione Costiera, Déployée entre Fiumicino et Anzio :
Comando e Compagnia Comando
4º Reggimento Fanteria Costiera
8º Reggimento Fanteria Costiera
Un Groupe Squadroni à pied 3º Reggimento Savoia Cavalleria
Scuola di Artiglieria di Sabaudia
Scuola di Artiglieria Costiera de Torre Olevola
Scuola di Artiglieria Costiera de Gaeta
10º Reggimento Arditi
Renforcés le 9 septembre par
éléments de la 7e Divisione fanteria Lupi di Toscana, déployés sur la via Aurelia derrière Ladispoli, sur le littoral tyrrhénien nord.
éléments de la 13e Divisione fanteria Re, sur la via Cassia, localité La Storta, au nord de la capitale.
Total des forces disponibles : 88 137 hommes, 124 chars, 257 canons autoportés, 122 auto blindées et camionnettes sahariennes et 615 pièces d'artillerie.

### Troupes allemandes
XI Corpo d'armata aviotrasportato (général Kurt Student)
2e Fallschirmjäger-Division (général Walter Barenthin), déployé près de l'aéroport de Pratica di Mare, face à la divisionPiacenza:
2º Reggimento Paracadutisti
6º Reggimento Paracadutisti
7º Reggimento Paracadutisti
2º Reggimento Artiglieria Paracadutisti
2º Battaglione Controcarro Paracadutisti
2º Battaglione Genio Paracadutisti
3e Panzergrenadier-Division (Wehrmacht) (général Fritz-Hubert Gräser), au nord de Rom, face à Ariete II, entre Orvieto et le Lac de Bolsena :
8º Reggimento Granatieri
29º Reggimento Granatieri,
3º Reggimento Artiglieria
103º Battaglione Semoventi
103º Battaglione Esplorante
3º Battaglione Controcarro
3º Battaglione Genio
Kampfgruppe Büsing Détaché de la 26e Panzer-Division (Wehrmacht).
Personnel du commandement allemand pour le sud de l'Italie de Albert Kesselring, villa Torlonia à Frascati,
Deux divisions : 25 033 hommes, 71 chars, 54 canons autoportés, 196 véhicules blindés, et 165 pièces d'artillerie.

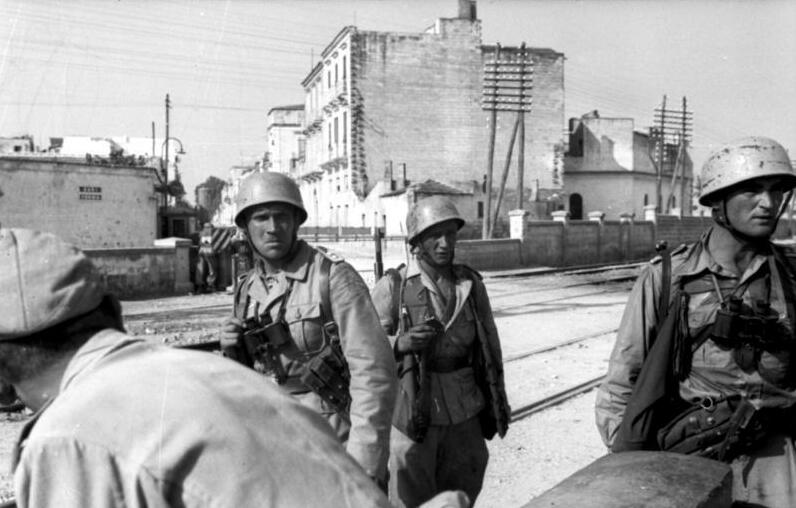
Fallschirmjäger allemands 2e Fallschirmjäger-Division (Wehrmacht).

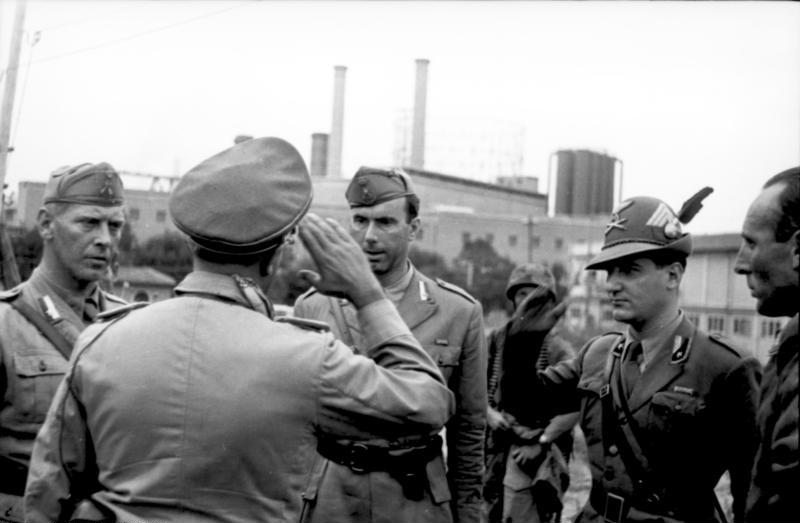
Officiers italiens de la division Sassari négocient la fin du conflit à Porta San Paolo.

## Succession des combats

### Monterosi, Bracciano, Manziana
Sur la via Cassia, la divisione corazzata Ariete sous le commandement du sous-lieutenant Ettore Rosso et un groupe de sapeurs du CXXXIV Battaglione misto genio posent un champ de mines quand arrive un kampfgruppe Grosser de la 3e Panzergrenadier-Division, constitué d'environ trente véhicules cuirassés et de deux bataillons d'infanterie motorisée. Rosso met deux autocars en travers de la route afin de bloquer leur passage. Devant l'ultimatum allemand de « débarrasser le terrain sous 15 minutes »; Rosso continue à compléter le dispositif et à l'avancée allemande répond par un tir nourri. Dans l'échange qui s'ensuit, le II Reggimento Cavalleggeri di Lucca et le III Gruppo du 135º Reggimento Artiglieria (pièces da 149/19) font front à l'attaque allemande avec des pertes des deux côtés. L'avancée allemande est stoppée pour le reste de la journée. Pour cet acte, le lieutenant Rosso a été décoré de la Médaille d'or de la valeur militaire et les quatre sapeurs de la Médaille d'argent de la valeur militaire.

La résistance d'éléments de la Divisione Ariete II dans la zone de Bracciano et de la Manziana aura bloqué les attaques de la 3e Panzergrenadier-Division, qui préférera contourner le périmètre défensif de la capitale pour se rendre dans la région de Salerne faire face aux débarquements anglo-américains.

### Monterotondo
En 1943, le Palazzo Orsini Barberini à Monterotondo est le siège de l'État-Major du Regio Esercito italien.
À l'aube du 9 septembre 1943, à la suite de l'armistice de Cassibile conclu avec les Anglo-Américains, 800 parachutistes allemands, sous le commandement du Major Walter Gericke, provenant de Foggia, tentent de capturer le chef de l'armée Mario Roatta, convaincus de sa présence au palais
Le palais est défendu par les forces de la Regio Esercito : 10e Divisione fanteria Piave, 13e Divisione fanteria Re et 2e Compagnia d'Assalto araba, carabiniers et citoyens armés. Les pertes allemandes s'élèvent à 300 parachutistes dont 48 morts, les pertes italiennes à 125 morts et 145 blessés, dont 14 carabiniers. Au moment de la capitulation, les parachutistes allemands étaient assiégées par les troupes italiennes dans le palais qu'ils avaient investi.
Pour ces actes, Vittorio Premoli du 57º Reggimento Fanteria Piave a été décoré de la Médaille d'or à la valeur militaire ; le carabinier Giuseppe Cannata, la Médaille d'argent à la valeur ; le jeune Ortensi, Médaille d'argent à la valeur militaire ; le lieutenant des carabiniers Raffaele Vessichelli, le commandant Lorenzo Bellin, le sergent Ettore Minicucci et l'officier des carabiniers Fausto Garrone, la Médaille de bronze de la Valeur militaire.

### Sud de Rome
Entre le soir du 8 septembre et le matin du 9 septembre, la 2e division parachutiste allemande défait la Divisione Piacenza, capturant une grande partie des gradés, ainsi que le Battaglione Chimico à Mezzocammino, prenant possession d'un important stock d'armes et de carburant.
Au cours de leur progression vers Rome, les Allemands entrent en contact avec le périmètre défensif italien (de via di Boccea jusqu'à via Collatina) constitué par la Division Granatieri di Sardegna, commandée par le général Gioacchino Solinas.
Les troupes allemandes engagent les combats sur la rive gauche du Tibre : via Laurentina).
(localité Tre Fontane), autour de la Collina dell'Esposizione (quartier EUR) et Fort Ostiense (Montagnola (zone de Rome) (it)).
À partir du 9 septembre au soir, la division Granatieri commence un repli ordonné conformément aux décisions prises lors des discussions de reddition entre Italiens et Allemands, de façon à laisser libre le pont de la Magliana (unique point de passage nord-sud sur le Tibre) pour permettre le transit des troupes allemandes. Les nouvelles positions de repli sont néanmoins attaquées par les troupes allemandes et les combats durent deux jours. Finalement la ligne défensive des Granatieri se limita aux Mura Aureliane (murs Auréliens), le matin du 10 septembre près de Porta San Paolo, Porta San Sebastiano et Porta San Giovanni.
Désorganisées par les ordres contradictoires, les troupes italiennes finissent par céder, les derniers combats se déroulant à Porta Capena. Les corps ayant participé à la défense finale de Rome sont les Lancieri di Montebello, le 4º Reggimento Fanteria Carrista, du Genova Cavalleria, le IIe Bersaglieri et Élèves Carabiniers, avec la participation de volontaires civils.
Au moment de la signature de capitulation et le « cessez-le-feu » décrété, les troupes allemandes étaient arrivées au centre historique, et les tentatives d'autres corps d'armées italiens Ariete II et Centauro de rejoindre le théâtre des combats au sud, sont interrompues par l'accord.

## Participation des civils à la défense de Rome

### Distribution d'armes aux civils: nuit du 8 septembre

combats du 8 et 9 septembre 1943

Le soir du 8 septembre 1943, les communistes Luigi Longo et Antonello Trombadori ainsi que le catholique Adriano Ossicini parlementent avec le général Giacomo Carboni, commandant du Servizio Informazioni Militare (it), (Service d'information militaire) afin de prendre possession d'un arsenal d'armes et munitions à distribuer à la population en prévision de l'attaque allemande. Les armes provenant de diverses casernes sont chargées sur trois autocars et déposées pendant la nuit dans des magasins et des caves privées, en particulier dans l'arrière-boutique du coiffeur Rosica, 91 Via Silla (rione Prati) , au Musée historique des bersaglieri à porta Pia, à l'usine Scattoni, Via Galvani (Testaccio) ainsi que dans la fabrique de bicyclettes Collalti à campo de' fiori. Les armes déposées Via Galvani sont utilisées à la Porta San Paolo par les adhérents de Sinistra Cristiana (it)).

### Contacts entre hommes politiques antifascistes et autorités restées à Rome
À l'aube du 9 septembre 1943, pendant que la division Granatieri s'emploie à la défense du pont de la Magliana, les groupes politiques cherchent à trouver une issue et à prendre contact avec les organes gouvernementaux.
Le 9 septembre à 8 heures, le siège de l'ANCR, la Piazza Grazioli, est assiégé par des anciens combattants et envahi de gens qui demandent des armes afin de combattre les troupes allemandes.
Néanmoins, avant d'entreprendre une action quelconque, le général de l'aéronautique Sabato Martelli Castaldi et deux autres officiers se rendent au Quirinal, pour faire part de leur intention de prendre la tête du peuple romain et d'organiser la défense de la ville. Arrivés au Quirinal vers 8,45 heures, ils constatent que le roi, Badoglio, le ministre de la Guerre et autres hauts dirigeants sont partis et que les ministres restés à Rome, réunis en assemblée extraordinaire, sont incapables de donner la moindre directive.
Au début de la matinée, le comité des oppositions délègue à Ivanoe Bonomi et Meuccio Ruini, la tâche de se rendre au Ministère de l'intérieur, siège du gouvernement où ils apprennent que le roi et sa cour se sont enfuis de Rome.
Les adhérents du Parti d'action, dont Raffaele Persichetti et Pilo Albertelli, se réunissent au cours de la nuit. Pendant la séance, ils sont informés par un appel téléphonique provenant de l'hôpital Cesare Battisti (aujourd'hui hôpital Carlo Forlanini), que des combats font rage au pont de la Magliana ce qui les incite à agir, mais ils n’ont pas d'armes.
Vincenzo Baldazzi réussit néanmoins à s'emparer d'un camion chargé d'armes, qu'il distribue dans la zone San Giovanni, Testaccio et Trastevere. Il rencontre des difficultés dans le quartier Trionfale où il est arrêté par la police, mais la situation est débloquée à la suite de l'intervention de Sabato Martelli et d'Emilio Lussu.

### Première action à la basilique Saint-Paul-hors-les-Murs
À 9 heures, un groupe de civils du Parti d’action, sommairement armés, passent par les Forums impériaux, et se dirigent vers la basilique Saint-Paul-hors-les-Murs, afin de combattre les forces allemandes ; la jeune Carla Capponi, sympathisante communiste, se porte volontaire pour combattre à leur côté mais ne peut obtenir d'armes car elles sont insuffisantes.
À la basilique, quelques militaires essayent d'empêcher les civils d’atteindre la ligne de feu et établissent un hôpital de campagne ; des nonnes soignent les blessés et commencent à aligner les premiers cadavres. Ne pouvant plus avancer, Carla Capponi retourne en arrière via Ostiense et rencontre un groupe de femmes avec des récipients remplis de pommes de terre cuites pour les soldats. La nourriture est distribuée vers 14 heures derrière la basilique. Carla Capponi et les autres femmes assistent les blessés et les soignent pendant tout l'après-midi.

### Naissance du Comité de libération nationale
À 16h30, via Carlo Poma, naît le CLN (Comité de libération nationale), avec la présence de Pietro Nenni pour le PSIUP, Giorgio Amendola pour le PCI, Ugo La Malfa pour le Parti d'action, Alcide De Gasperi pour la Démocratie chrétienne, Meuccio Ruini pour le Parti démocrate du travail et Alessandro Casati pour le Parti libéral italien.
L'après-midi, afin de se procurer des armes, un groupe de civils avec Rosario Bentivegna, futur GAP, tente de prendre d'assaut la caserne du régiment du 81e fanteria, Viale Giulio Cesare, mais il est rapidement repoussé. Cet assaut va convaincre un escadron du régiment commandé par le lieutenant Maurizio Giglio de participer le lendemain à l'affrontement de la Porta San Paolo.

### Fort Ostiense
Le 10 septembre, à fort Ostiense (it), dans la cour et le sous-sol de l’« Istituto Gaetano Giardino » se trouvent 800 granetiers qui répondent aux forces allemandes avec des fusils 91 et des mitrailleuses, mais subissent des pertes. Les premiers blessés sont apportés à l'infirmerie de l'Institut et soignés par les sœurs.
À 7 heures, les parachutistes allemands tirent au mortier sur le bastion du fort et incendient au lance-flammes les premières structures de l'Institut. Don Pietro Occelli, directeur de l’Institut, hisse un drapeau blanc en signe de reddition.

### La Montagnola
Le fort Ostiense pris, les combats se poursuivent autour de la Montagnola ; diverses fortifications improvisées par les grenadiers et civils barrant le passage via Laurentina, empêchent momentanément les Allemands d'emprunter la via Ostiense pour se rendre porta San Paolo.
Les munitions épuisées, Quirino Roscioni, propriétaire de la boulangerie mise à disposition des défenseurs, procure des habits civils aux militaires pour leur permettre de s'enfuir. Aux portes de l'église Quirino, Roscioni et sa belle-sœur Pasqua Ercolani sont mortellement atteints au dos par une salve de mitraillette en même temps que deux paroissiens.
Au cours de la journée, entre le fort Ostiense et la Montagnola, on compte 53 victimes dont onze civils,.

### Porta San Paolo

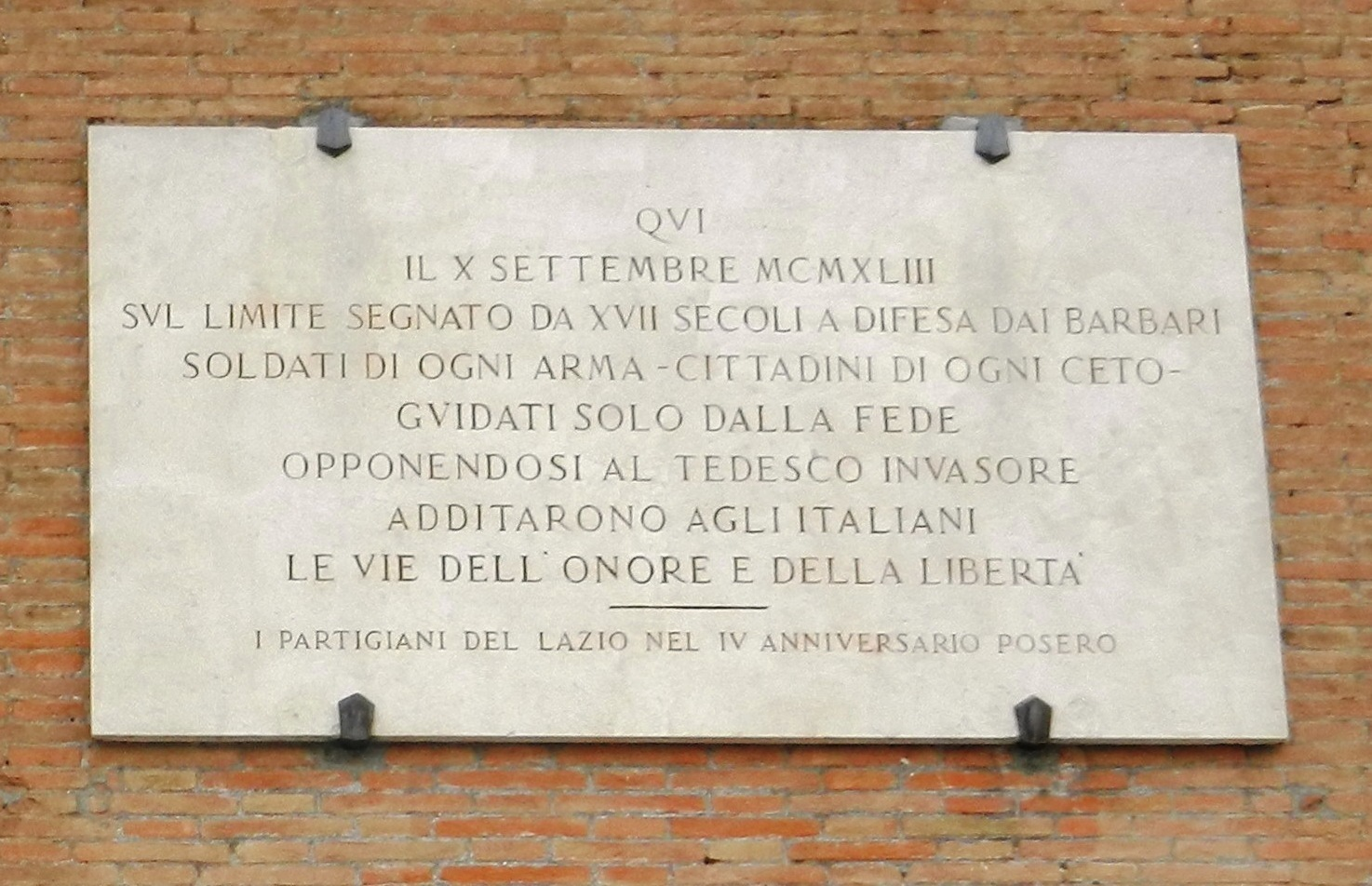
Stèle commémorative de la bataille de la Porta San Paolo (10 septembre 1943)

La zone la Montagnola franchie, les troupes allemandes atteignent la via Ostiense ; en fin de matinée, dans le secteur basilique Saint-Paul, marchés généraux et pont de fer ligne Rome-Pise, elles font face à des groupes spontanés communistes de Bandiera rossa Roma et du Parti républicain.
Malgré la disproportion des forces en présence, le « front résistant » résiste le long des murs de Porta San Paolo, où il érige des barricades en renversant les voitures des tramways. Dans ce front résistant se trouvent, parmi tant d'autres, des éléments des Granatieri di Sardegna, des Lancieri di Montebello, un contingent de Genova Cavalleria et de la Division Sassari ainsi que de nombreux civils armés dans la précipitation.
Vincenzo Baldazzi à la tête d'une formation de volontaires combat depuis l'aube dans le secteur de la pyramide de Cestius, sur le côté droit de la porta San Paolo, entre la place Vittorio Bottego et l'abattoir. Au niveau de la via delle Conce, deux civils de la formation, équipés d'armes anti-char, détruisent deux chars allemands.
Sandro Pertini est à la tête des premiers groupes socialistes de la résistance à côté des grenadiers,.
D'autres personnalités sont présentes : Mario Zagari, le syndicaliste Bruno Buozzi, Giuseppe Gracceva et Alfredo Monaco, Romualdo Chiesa, Alcide Moretti et Adriano Ossicini du mouvement des Catholiques communistes ; Fabrizio Onofri du PCI ; les étudiants Mario Fiorentini et Marisa Musu, futurs membres des GAP.
Sabato Martelli Castaldi et Roberto Lordi, deux généraux de l'armée de l'air italienne en congé, arrivent à la porta San Paolo armés de deux fusils de chasse et rejoignent la Résistance italienne.
Vers 12 h 30, Raffaele Persichetti, officier des grenadiers en congé prend la tête d'un groupe. Vers 14 h il doit se retirer, blessé, via le Giotto accompagné de Adriano Ossicini et succombe sous les yeux de Maria Teresa Regard, étudiante et future membre du GAP,.
À 17 heures, les troupes allemandes passent la Porta San Paolo malgré une dernière tentative du sous-lieutenant Enzo Fioritto qui, à la tête d'un petit peloton, tente de contenir l'avancée sur le côté de viale Giotto. Fioritto meurt touché par une grenade. Dès lors le chemin est libre pour les troupes allemandes, les derniers groupes résistants doivent se replier et se dissoudre.

### Porta San Giovanni

Affrontements lors de la journée du 10 septembre 1943.

L’accord de reddition est signé à 16 heures mais le centre de Rome est encore le théâtre de combats. Des grenadiers barrent les accès à porta San Giovanni avec des wagons de tramway et regroupent une centaine d'hommes, militaires et civils. Le combat dure environ deux heures, les troupes d'occupation enfoncent le front résistant, faisant de nombreux prisonniers. Le nombre de victimes est inconnu.

### Dernières résistances
À proximité du palais Maximus, un homme de 24 ans, Carlo Del Papa, lance des bombes à main sur un char allemand, le mettant hors d'usage ; il est ensuite tué via Gioberti en compagnie du fantassin Augustino Minnucci en défendant un blindé italien pris sous le feu d'une mitrailleuse allemande.
Arrivés piazza dei Cinquecento (qui abrite la gare de Rome-Termini), les troupes allemandes accompagnées d'anciens miliciens fascistes prennent possession de l'hôtel Continental et placent des mitrailleuses aux fenêtres. De la place, quelques soldats et civils italiens continuent à tirer vers l'hôtel. Les échanges de tirs cessent vers 21 heures mais des coups de feu isolés perdurent jusque dans la matinée du samedi 11 septembre.
Les pertes occasionnées par la défense de Rome se montent à 183 civils, dont 27 femmes.

## Capitulation
Le 10 septembre à 16 heures, le général Giorgio Carlo Calvi di Bergolo signe la reddition avec le Feld-maréchal Kesselring.
Aussitôt, toutes les unités du Regio Esercito de la zone sont désarmées et dissoutes, hormis une partie de la Divisione Piave, qui reste armée afin de garantir l'ordre public dans le cadre du commandement de « Ville ouverte » de Rome confié au général signataire Giorgio Carlo Calvi di Bergolo. Cette division est finalement désarmée par les troupes d'occupation le 23 septembre 1943.

## Commission d'enquête
L'échec de la défense de Rome donne lieu le 19 octobre 1944 à la mise en place d'une commission d'enquête qui le 5 mars 1945 communique le résultat de ses travaux au président du Conseil Ivanoe Bonomi et au ministre de la Guerre Alessandro Casati. La commission est présidée par le sous-secrétaire à la Guerre Mario Palermo (it) (d'où parfois l'appellation « Commissione Palermo ») et composée des généraux Pietro Ago et Luigi Amantea. Ces derniers avaient été nommés sénateurs pendant la période fasciste et avaient adhéré à la République sociale italienne pendant la période de l'occupation allemande de Rome,.
Les conclusions de l'enquête sont couvertes par le secret d'État en raison des exigences de défense militaire, et ce n'est qu'en 1965 qu'elles sont rendues publiques. L'enquête aboutit à la constitution de 190 dossiers : procès-verbaux d'interrogatoires, rapports de service, et questionnaires complétés par une centaine de personnes. Une partie du matériel est constituée par des rapports déjà compilés pour la « Commissione per l'esame del comportamento degli ufficiali generali e colonnelli » (Commission pour l'examen du comportement des officiers, généraux et colonels), déjà présidée par le général Amantea ou pour l'État-Major des armées, pour le SIM ou pour d'autres instances militaires.
La Commission attribue la responsabilité de la « chute de Rome » aux généraux Mario Roatta et Giacomo Carboni.

## Distinctions

### Médaille d'or à la valeur militaire
- Serg. magg. Udino Bombieri (10º Reggimento Lancieri di Vittorio Emanuele II)[73]
- Cap. Orlando De Tommaso (Legione Allievi Carabinieri)[74]
- Cap. Francesco Vannetti Donnini (4º Reggimento Genova Cavalleria)[75]
- Sous lieutenant Vincenzo Fioritto (4º Reggimento Fanteria Carrista)[76]
- Cap. Romolo Fugazza (8º Reggimento Lancieri di Montebello)[77]
- Cap. Nunzio Incannamorte (DC Gruppo Artiglieria Semovente)[78]
- Cap. Vincenzo Pandolfo (1º Reggimento Granatieri di Sardegna)[79]
- Sottoten. Luigi Perna (1º Reggimento Granatieri di Sardegna)[80]
- Lieutenant Raffaele Persichetti (1º Reggimento Granatieri di Sardegna[81]
- Fante Vittorio Premoli (57º Reggimento Fanteria Piave[82]
- Sous lieutenant Ettore Rosso (CXXXIV Battaglione Misto del Genio)[83]
- Cap. Camillo Sabatini (8º Reggimento Lancieri di Montebello)[84]
- Cap. Renato Villoresi (13º Reggimento Artiglieria Granatieri di Sardegna)[85]

### Medaille d'argent à la valeur militaire au drapeau
- 1º Reggimento Granatieri di Sardegna
- 8º Reggimento Lancieri di Montebello